# フロムレンヌ
フロムレンヌ （Fromelennes）は、フランス、グラン・テスト地域圏、アルデンヌ県のコミューン。

## 歴史
フェリプレ修道院の古い建物はベルギー国境にほど近い、ジヴェからボーランへ向かう道の南に建てられている。別名フェリックスプレ修道院とも呼ばれたこの修道院は、アギモン領主アニェス・ド・シニーによって1246年に創設された。この時代、オルヌ修道院長とグランプレ修道院長がこの修道院を視察していたが、フランス革命によって弾圧された。
1464年から1466年のほんの短期間、この宗教共同体はロシュフォールに移され、おそらくル・ジャルディネからやってきた修道士たちにフロムレンヌは置き換えられた。ル・ジャルディネの修道士たちが、男子修道院としてのサン・レミ修道院の基礎となった。

## 人口統計
| 1962年 | 1968年 | 1975年 | 1982年 | 1990年 | 1999年 | 2005年 | 2015年 |
| ------ | ------ | ------ | ------ | ------ | ------ | ------ | ------ |
| 1258   | 1440   | 1452   | 1365   | 1241   | 1142   | 1075   | 1005   |

参照元:1962年から1999年までは複数コミューンに住所登録をする者の重複分を除いたもの。それ以降は当該コミューンの人口統計によるもの。1999年までEHESS/Cassini、2006年以降INSEE。

## 参照
1. ↑  Conseil général des Ardennes  consulté le 23 juin (fichier au format PDF)
2. ↑  Hugues de Suraÿ (2001). L'abbaye de Félipré (フランス語). revue "Beauraing et sa région" n° 22.
3. ↑  http://cassini.ehess.fr/cassini/fr/html/fiche.php?select_resultat=14869
4. ↑  https://www.insee.fr/fr/statistiques/3293086?geo=COM-08183
5. ↑  http://www.insee.fr